# Prvić Luka
Prvić Luka falu Horvátországban Šibenik-Knin megyében. Közigazgatásilag Vodicéhez tartozik.

## Fekvése
Šibenik központjától légvonalban 7 km-re nyugatra, községközpontjától 4 km-re délre, Dalmácia középső részén, a Prvić-sziget délkeleti, védett öblében fekszik.

## Története
Prvić szigetének első lakói valószínűleg remeték voltak. A feltételezések szerint a 13. században bencés szerzetesek telepedtek itt meg. Erre utal az a korabeli forrás, mely szerint 1267-ben a spliti püspök megbüntette „Santa Maria de Insula” apátját, mert a rend szabályait felrúgva egyedül élt itt. Ivan Lučić a 17. századi horvát történetíró is arról ír, hogy a szigeten egy Szűz Máriának szentelt kolostor állt, de más írásos forrás ezt nem erősíti meg. Petar Kaer régész szerint a mai Szent Rókus templom temetője területén növényi ornamentikával díszített töredékek kerültek elő, melyből szintén arra következtetett, hogy itt egykor bencés kolostor állt. Később, a 15. századtól nemesi családok nyaralóhelye volt. Különösen a nagyobb járványok idején menekültek ide gazdag šibeniki családok, hogy átvészeljék a vészterhes időket. A ferences harmadrend šibeniki szerzetesei a dózse beleegyezésével 1461-ben telepedtek meg itt. Kolostoruk helyéül egy a Santa Maria-öbölben fekvő sziklás területet jelöltek ki számukra, melyet abban az időben Kamiknak neveztek. A kolostort többször is átépítették. Az 1881. december 1-jén kitört tűzvészben teljesen leégett, mely után teljesen újjá kellett építeni. Az Irgalmas Szűzanya tiszteletére szentelt ferences templomot a kolostorral egy időben építették. A település lakossága idővel növekedett, melyben különösen a török hódításnak volt szerepe, mely a kontinens belső területeiről a falakkal védett városokba és a szigetekre üldözte az embereket. 1557-ben a szerzetesek megkezdték a hívek egyházi szolgálatát, 1603-ban pedig megalapították a helyi plébániát. 1603-ban Lukának még csak 16 háztartása volt, 1660-ban már 66 volt a házak száma, 1775-ben pedig már 157 családban 971 fő élt a településen. 1797-ben a Velencei Köztársaság megszűnésével a Habsburg Birodalom része lett. 1806-ban Napóleon csapatai foglalták el és 1813-ig francia uralom alatt állt. Napóleon bukása után ismét Habsburg uralom következett, mely az első világháború végéig tartott. Iskoláját 1877-ben alapították, de csak a 20. század közepéig működött. Egykori épületén ma emléktábla áll. A településnek 1857-ben 793, 1910-ben 1291 lakosa volt. A lakosság száma 1921-ben érte el a csúcsát, amikor 1400-an lakták. Azóta ez a szám folyamatosan esett. Az I. világháború után rövid ideig az Olasz Királyság, ezután a Szerb-Horvát-Szlovén Királyság, majd Jugoszlávia része lett. 1912-ben bevezették a telegráfot, 1978-ban kiépült a helyi vízvezeték. A lakosság korábban halászattal, szőlő- és olajbogyótermesztéssel, tengerészettel foglalkozott. Rövid ideig egy szardellafeldolgozó üzem is működött a településen. Ma már a turizmus adja az itteniek egyik fő bevételi forrását. 2004-ben megnyílt az első kis családi szálloda a településen. Lakossága 2011-ben 164 fő volt.

## Lakosság
| Lakosság változása | Lakosság változása | Lakosság változása | Lakosság változása | Lakosság változása | Lakosság változása | Lakosság változása | Lakosság változása | Lakosság változása | Lakosság változása | Lakosság változása | Lakosság változása | Lakosság változása | Lakosság változása | Lakosság változása | Lakosság változása |
| ------------------ | ------------------ | ------------------ | ------------------ | ------------------ | ------------------ | ------------------ | ------------------ | ------------------ | ------------------ | ------------------ | ------------------ | ------------------ | ------------------ | ------------------ | ------------------ |
| 1857               | 1869               | 1880               | 1890               | 1900               | 1910               | 1921               | 1931               | 1948               | 1953               | 1961               | 1971               | 1981               | 1991               | 2001               | 2011               |
| 793                | 923                | 961                | 1.066              | 1.336              | 1.291              | 1.400              | 1.033              | 641                | 672                | 612                | 404                | 238                | 229                | 191                | 164                |

## Nevezetességei
- Az Irgalmas Szűzanya tiszteletére szentelt római katolikus templomát[5] a mellette fekvő kolostorral együtt 1461-ben kezdték építeni. Nem tudni, hogy kik voltak a patrónusai. Pontos befejezésének éve sem ismert. 1479. január 9-én kelt egy okirat, melyben a skabrnjai Jure és a šibeniki Hostoja Mikalović kőművesmesterek kötelezettséget vállalnak a prvići Szűz Mária templom felépítésére és befejezésére. A főoltár márványból készült nagyon szép tabernákulummal, amely nagyon hasonlít a šibeniki varoši templom főoltárához. Az oltárkép a Szűzanyát ábrázolja gyermekével Szent Ferenc és Páduai Szent Antal társaságában. Oldalt Keresztelő Szent János és Szent Jeromos képei voltak láthatók, valószínűleg Girolamo Santacroce alkotásai.[2] Helyükre 1905-ben Szent Cirill és Metód képei kerültek. Nagyon szép a Gyógyító Szűzanya oltárképe szintén a Szűzanya és gyermeke ábrázolásával 1603-ból. A Rózsafüzér királynője oltár 1885-ben készült, de oltárképe nagyon régi. Szép ezüst ruháját Botta spliti aranyműves készítette 1900-ban. Szent Ferenc szobrát 1930-ban szentelte fel a šibeniki püspök. A Kármelhegyi Boldogasszony szobrát Rómából hozatta egy Amerikába kivándorolt prvići 1939-ben. 1783-ban elzálogosították a templom ezüst tárgyait, hogy az éhező népnek gabonát tudjanak szerezni.[2] A templomban temették el 1617-ben Verancsics Faustus (Fausto Veranzio) horvát polihisztort, aki egy személyben történetíró, főpap, diplomata és humanista tudós volt. Nagybátyja Verancsics Antal esztergomi érsek volt, életének és tevékenységének jelentős része Magyarországhoz kötődött.
- A Kisboldogasszony templom[6] a település melletti mezőn található. Egy 1603-as feljegyzés szerint a šibeniki Androsović család építtette, azonban Šibeniken ilyen nevű család nem élt. A név helyesen Ambrozović, melyet az is megerősít, hogy a helyiek ma is "Ambrozovom" néven nevezik. A šibeniki püspökség sematizmusa 1877-ben azt írja, hogy a templomot bővítették és 1876. július 19-én szentelte fel A. J. Fosco püspök.[2] A templomak egy oltára van, előtte pedig jól kiépített kút áll.